# Scuderia Ambrosiana
Scuderia Ambrosiana je bila talijanska automobilistička momčad, koju su 1937. osnovali Giovanni Lurani, Luigi Villoresi, Franco Cortese i Eugenio Minetti, a ime je dobila po Svetom Ambroziju. 